# Ноам Дар
Ноам Дар (на иврит: נועם דר; роден на 28 юли 1993) е израелско-шотландски професионален кечист, подписал с WWE. Участник в шоуто „Първична сила“.

## Шампионски титли и отличия
- British Championship Wrestling
  - Шампион в свободна категория на BCW (1 път)[5]
- One Pro Wrestling
  - Шампион в свободна категория на 1PW (1 път)[6]
- Preston City Wrestling
  - Шампион в полутежка категория на PCW (1 път)[7]
  - Шампион в тежка категория на PCW (1 път)
  - Турнир „Път към славата“ (2013)
- Premier British Wrestling
  - Отборен шампион на PBW (1 път) – с Лиам Томсън[8][9]
  - Крал сред полутежките (2012)[10]
- PROGRESS Wrestling
  - Световна купа на PROGRESS (2014)[11]
- Pro Wrestling Elite
  - Световен шампион в тежка категория на PWE (1 път)
- Pro Wrestling Illustrated
  - Класиран като № 106 от топ 500 индивидуални кечисти в PWI 500 през 2016[12]